# مسجد جامع خرمی
مسجد جامع خرمی مربوط به دوره قاجار است و در شهرستان خرم بید، بخش مرکزی، شهر صفاشهر، محله پایین واقع شده و این اثر در تاریخ ۷ اسفند ۱۳۸۶ با شمارهٔ ثبت ۲۱۴۲۹ به‌عنوان یکی از آثار ملی ایران به ثبت رسیده است.
این مسجد قبل از دوران قاجار هم بر قرار بوده است. اما اثری از بقایای قبل از قاجار ان نیست. مسجد جامع خرمی در بافت قدیم صفاشهر قرار دارد و در سال ۱۳۷۷ هجری قمری به دستور سید نور الدین هاشمی شیرازی مرمت شده است. این بنا به پیشنهاد جابر حیدری فرد و توسط سازمان میراث فرهنگی ثبت ملی شده است .